# Ренате Јортланд
Ренате Јортланд (енгл. Renate Hjortland) је норвешка параолимпијска алпска скијашица.

## Биографија
На Зимским параолимпијским играма 1992. је освојила бронзану медаљу у супервелеслалому LW3,4,9 са временом 1:20,93. Златну медаљу је освојила Рајнхилд Мелер са временом 1:12,41, а сребрну Лана Сприман са временом 1:19,63.
Представљала је Норвешку у пара-алпском скијању на Зимским параолимпијским играма у Француској 1992. и Зимским параолимпијским играма у Норвешкој 1994. године. Освојила је укупно четири медаље, три сребрне и једну бронзану. Сребрну у велеслалому LW3/4 са временом 2:49,65, спусту LW3/4 са временом 1:18,96 и Super-G LW3/4 са временом 1:16,08.